# Parafia St. Mary (Luizjana)
Parafia St. Mary (ang. St. Mary Parish) – parafia cywilna w stanie Luizjana w Stanach Zjednoczonych. Obszar całkowity parafii obejmuje powierzchnię 1 119,42 mil2 (2 899,307 km²). Według danych z 2010 r. parafia miała 54 650 mieszkańców. Parafia powstała w 1811 roku i nosi imię św. Marii.

## Sąsiednie parafie
- Parafia Iberia (północ)
- Parafia St. Martin (wschód)
- Parafia Assumption (południowy wschód)
- Parafia Terrebonne (południe)

## Miasta
- Baldwin
- Berwick
- Franklin
- Morgan City
- Patterson

## CDP
- Amelia
- Bayou Vista
- Charenton
- Glencoe
- Siracusaville
- Sorrel